# Maha Surasinghanat

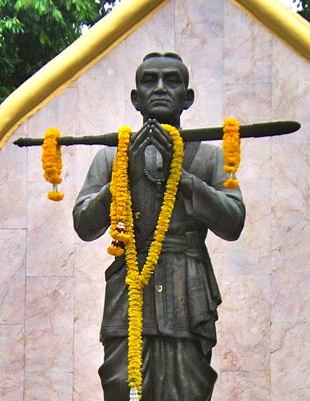
Standbild von Maha Sura Singhanat im Wat Mahathat von Bangkok

Somdet Phra Bawornrajchao Maha Surasinghanat (thailändisch สมเด็จพระบวรราชเจ้ามหาสุรสิงหนาท; * 1744 als Bunma; † 1803) war ein Anführer der siamesischen Armee von Ayutthaya und Uparat (Vizekönig) unter seinem älteren Bruder, dem ersten König der Chakri-Dynastie, Rama I. (1736 bis 1809).

## Frühzeit
Bunma wurde 1744 als Kind von Thongdi und Daorueng geboren und jüngstes Kind von Daorueng. Er hatte vier Geschwister und zwei Stiefgeschwister. Thongdi war als Abkömmling des Anführers der siamesischen Gesandtschaft nach Frankreich, Kosa Pan, Königlicher Sekretär im Norden von Siam und Bewahrer des Königlichen Siegels. Wie fast alle Söhne von Aristokraten wurde Bunma königlicher Page im Palast.

## Kämpfe gegen die Birmanen
Im Jahre 1767 sah sich das Königreich Ayutthaya dem Fall gegenüber, als die Birmanen in großer Übermacht nach Siam aufmachten. Bunma flüchtete aus der Hauptstadt und brachte sich zu seiner Familie in Amphawa, Samut Songkhram. Sein Bruder, der Luang Yokbat von Ratchaburi riet ihm, den Streitkräften von Taksin bei Chonburi beizutreten. Nach dem Fall von Ayutthaya war die Hauptstadt und deren Umgegend unter der Kontrolle der Birmanen und die Adligen versuchten, eigene Herrschaftsbereiche aufzubauen. Im Jahre 1768 nahm Taksin Ayutthaya für die Siamesen ein und warf die Birmanen zurück. Nach der Gründung von Thonburi als neuer Hauptstadt krönte er sich als König und machte Bunma zum Phra Maha Montri (Königlicher Polizeikommissar).
Im selben Jahr 1768 traten Bunma und sein älterer Bruder den Truppen bei, die gegen Pimai in Khorat gingen, einem der vielen Aufrührer gegen das alte Reich Ayutthaya.   Nach den Kämpfen avancierte er zum Phraya Anuchitraja und zettelte zahlreiche Kämpfe gegen die verbliebenen Birmanen im alten Reich an. Nach der Niederlage des Gebieters von Fang im Norden wurde er zum Chaophraya Surasi und Gebieter von Phitsanulok ernannt, was die Oberhoheit über die Truppen von Siam einschloss. Er kämpfte 1771 mit Phraya Phichai in dessen legendärem Kampf, bei dem Phichais Schwert zerbrach. Aufgrund seines mutigen Auftretens wurde Bunma von den Birmanen Herr der Tiger genannt. 1774 konnte er mit Hilfe von Kawila, dem Herrscher von Lampang die Hauptstadt von Lan Na, Chiang Mai, einnehmen. Die Schwester von Kawila, Sri Anocha, gefiel ihm so gut, dass er sie zur Hauptfrau nahm.
In den Jahren zwischen 1771 und 1781 waren die Siamesen hauptsächlich damit beschäftigt, die Reiche von Luang Phrabang, Vientiane, Champasak und Kambodscha zu nehmen oder abzusichern. Bunma war dort stets an vorderster Front zur Stelle. Nachdem König Taksin 1781 psychisch erkrankte, rebellierte der Adel und machte seinen Bruder Rama I. zum neuen König. Als rechte Hand seines Bruders wurde Bunma Vizekönig und Thronanwärter.

## Der Vordere Palast

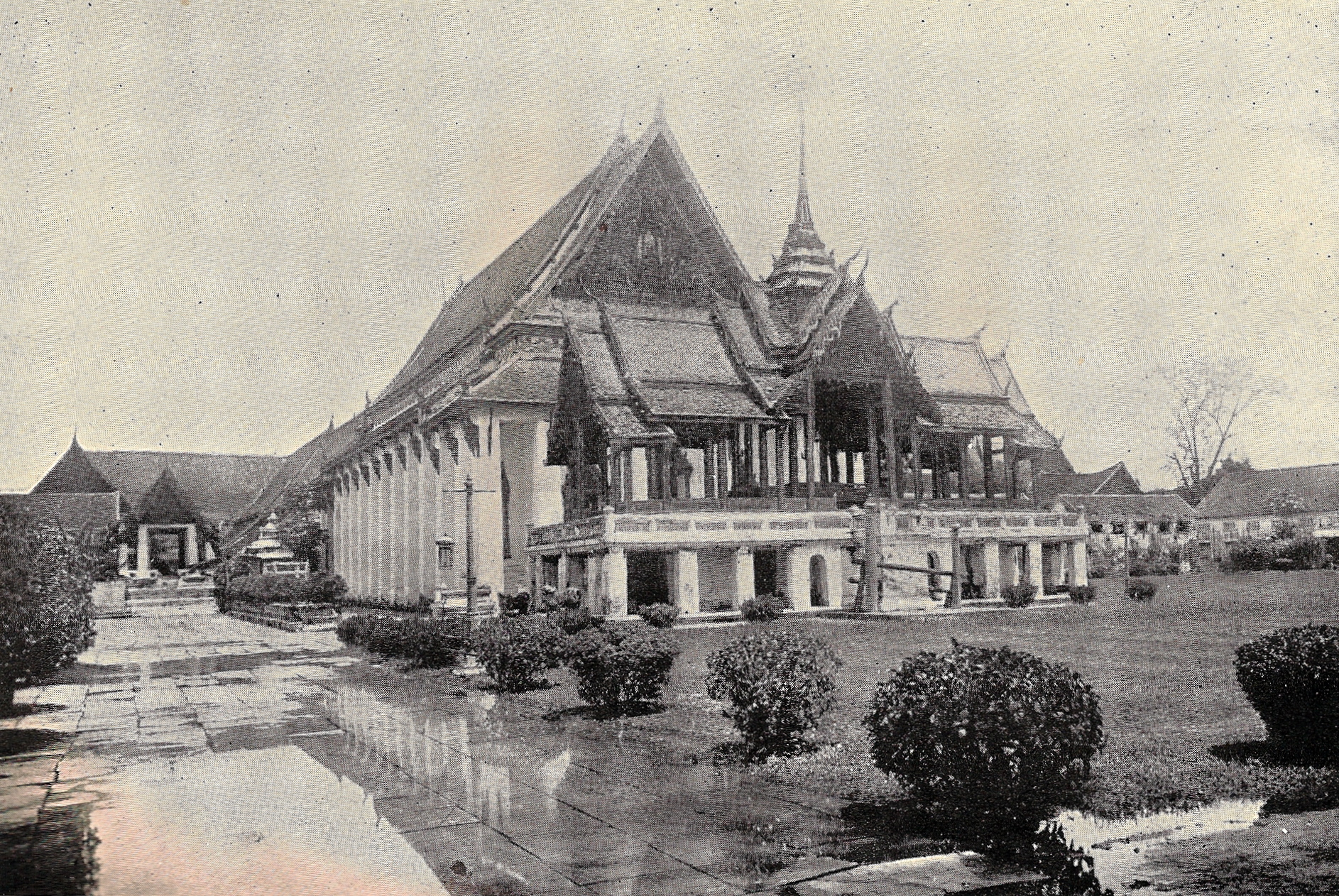
Der Vordere Palast um 1890

Maha Surasinghanat sorgte für den Bau des ersten „Vorderpalastes“ (Wang Na) in Bangkok, also der Wohnung des Vizekönigs. 1785 versuchten die Birmanen im Zuge des Siamesisch-birmanischen Krieges 1785–1792 einen erneuten Zugriff auf siamesisches Territorium, wurden aber von Maha Surasinghanat trotz zahlenmäßiger Unterlegenheit geschlagen. 1786 griffen die alten Gegner unter Bodawpaya erneut an. Maha Surasinghanat stellte sie in ihrem Lager bei Ta Din Daeng und schlug ein zweites Mal in die Flucht.
Im Jahr 1802 drangen die Birmanen in das heutige Nord-Thailand bei Chiang Mai ein, und König Rama I. sandte erneut seinen Bruder aus, um die Belagerung der Stadt zu sprengen. Auf dem Weg in den Norden erkrankte Maha Surasinghanat, konnte aber seine Truppen noch wirkungsvoll aufstellen. Rama I. sandte seinen Neffen, Anurak Devesh, um die siamesischen Truppen des Hinteren Palastes anzuführen. Währenddessen hatten die Truppen des Vorderen Palastes jedoch die Belagerung von Chiang Mai aufgelöst. In der Folge kam es zu einem Disput über die Effektivität der beiden Armeen.

## Tod
1803 starb Maha Surasinghanat, nachdem er den Truppen seines älteren Bruders den Zutritt zum Vorderen Palast verweigert hatte, als dieser ihn am Krankenbett besuchte. Auf seine Bitte sollten seine Schätze nur an seine eigenen Nachkommen vererbt werden.